# Boncodfölde
Boncodfölde là một thị trấn thuộc hạt Zala, Hungary. Thị trấn này có diện tích 5,9 km², dân số năm 2010 là 356 người, mật độ 60 người/km².